# Óscar Salas
Óscar Leonel Salas Miranda (Olanchito, Yoro, Honduras; 30 de noviembre de 1993) es un futbolista hondureño. Juega de mediocampista y actualmente su equipo es el Hondupino de la Liga de Ascenso de Honduras.

## Trayectoria

### Olimpia
Hizo su debut profesional con Olimpia el 29 de julio de 2012 ante el Deportes Savio, en un partido que su equipo ganó por 3 goles a 1. El 6 de agosto de 2014 debutó en un partido internacional ante el Alpha United de Guyana. Aquel partido válido por la Concacaf Liga Campeones 2014-15 finalizó con victoria de 1-0 a favor de Olimpia. 
Durante el Clausura 2015 logró consolidarse con el equipo blanco dirigido en ese entonces por Héctor Vargas, mismo en el cual se coronó campeón. Marcó su primer gol el 17 de agosto de 2015, en la derrota como local de 1-2 ante el Real España por la 4ª jornada del Apertura 2015.

## Selección nacional
Participó en los Juegos Deportivos Centroamericanos 2013 en donde la Selección de fútbol de Honduras Sub-20 se adjudicó el título de campeón.
El 25 de julio de 2016 se anunció su convocatoria a la Selección Olímpica de Honduras para disputar los Juegos Olímpicos de Río 2016.

### Participaciones en Juegos Olímpicos
| Juegos Olímpicos             | Sede   | Resultado    | PJ | Goles |
| ---------------------------- | ------ | ------------ | -- | ----- |
| Juegos Olímpicos de Río 2016 | Brasil | Cuarto lugar | 3  | 0     |

## Clubes
| Club              | País      | Año             |
| ----------------- | --------- | --------------- |
| Olimpia           | Honduras  | 2012 - 2018     |
| Juticalpa         | Honduras  | 2019            |
| Motagua           | Honduras  | 2019            |
| Vida              | Honduras  | 2020 - 2021     |
| Honduras Progreso | Honduras  | 2021 - 2022     |
| Barberena         | Guatemala | 2022 - 2023     |
| Victoria          | Honduras  | 2023            |
| Juticalpa         | Honduras  | 2023 - 2024     |
| Hondupino         | Honduras  | 2025 - Presente |

## Palmarés

### Campeonatos nacionales
| Título        | Club    | País     | Año  |
| ------------- | ------- | -------- | ---- |
| Apertura 2012 | Olimpia | Honduras | 2012 |
| Clausura 2013 | Olimpia | Honduras | 2013 |
| Clausura 2014 | Olimpia | Honduras | 2014 |
| Clausura 2015 | Olimpia | Honduras | 2015 |

### Campeonatos internacionales
| Título               | Club                  | País   | Año  |
| -------------------- | --------------------- | ------ | ---- |
| Copa Centroamericana | Selección de Honduras | Panamá | 2017 |